# Marquesat de Tarifa
El marquesat de Tarifa és un títol nobiliari espanyol que el rei Carles V va concedir a Fadrique Enríquez, IV comte dels Molars en 1514, de la casa d'Alcalá.
El seu nom es refereix a la localitat andalusa de Tarifa, a la província de Cadis.
Amb el transcurs del temps el marquesat va revertir a la Casa de Medinaceli.

## Marquesos de Tarifa
- Fadrique Enriquez, I Marquès de Tarifa, IV Comte dels Molars
- Per Afany de Ribera i Portocarrero, II Marquès de Tarifa, Virrei de Catalunya
- Fernando Enriquez, III Marquès de Tarifa, II Duc d'Alcalá dels Gazules
- Fernando Enríquez de Ribera i Cortès, IV Marquès de Tarifa
- Fernando Afany de Ribera i Téllez-Girón, V Marquès de Tarifa, Virrei de Catalunya
- Fernando Enriquez, VI Marquès de Tarifa
- Maria Enriquez, VII Marquesa de Tarifa
- Ana Maria Enriquez de Ribera i Portocarrero, VIII Marquesa de Tarifa
- Juan Francisco Tomás de la Truja, IX Maqués de Tarifa, VIII Duc de Medinaceli
- Luis Francisco de la Truja i Aragon, X Marquès de Tarifa, X Duc de Cardona
- Nicolas Fernández de Córdova, XI Marquès de Tarifa
- Luis Antonio Fernandez de Cordoba i Spinola, XII Marquès de Tarifa, X Marquès de Priego
- Pedro d'Alcántara Fernández de Còrdova i Montcada, XIII Marquès de Tarifa
- Luis Maria de li Soledad Fernandez de Cordoba i Gonzaga, XIV Marquès de Tarifa
- Luis Joaquin Fernández de Còrdova, XV Marquès de Tarifa
- Luis Tomás de Villanueva Fernandez de Cordoba Figueroa i Ponce de León, XVI Marquès de Tarifa
- Luis Fernández de Còrdova i Pérez de Barradas, XVII Marquès de Tarifa
- Luis Jesus Fernandez de Cordoba i Salabert, XVIII Marquès de Tarifa
- Victoria Eugenia Fernandez de Cordoba, XIX Marquesa de Tarifa
- Victoria von Hohenlohe-Langenburg y Schmidt-Polex, XX Duquessa de Medinaceli i XX Marquesa de Tarifa